# ژاک افنباخ

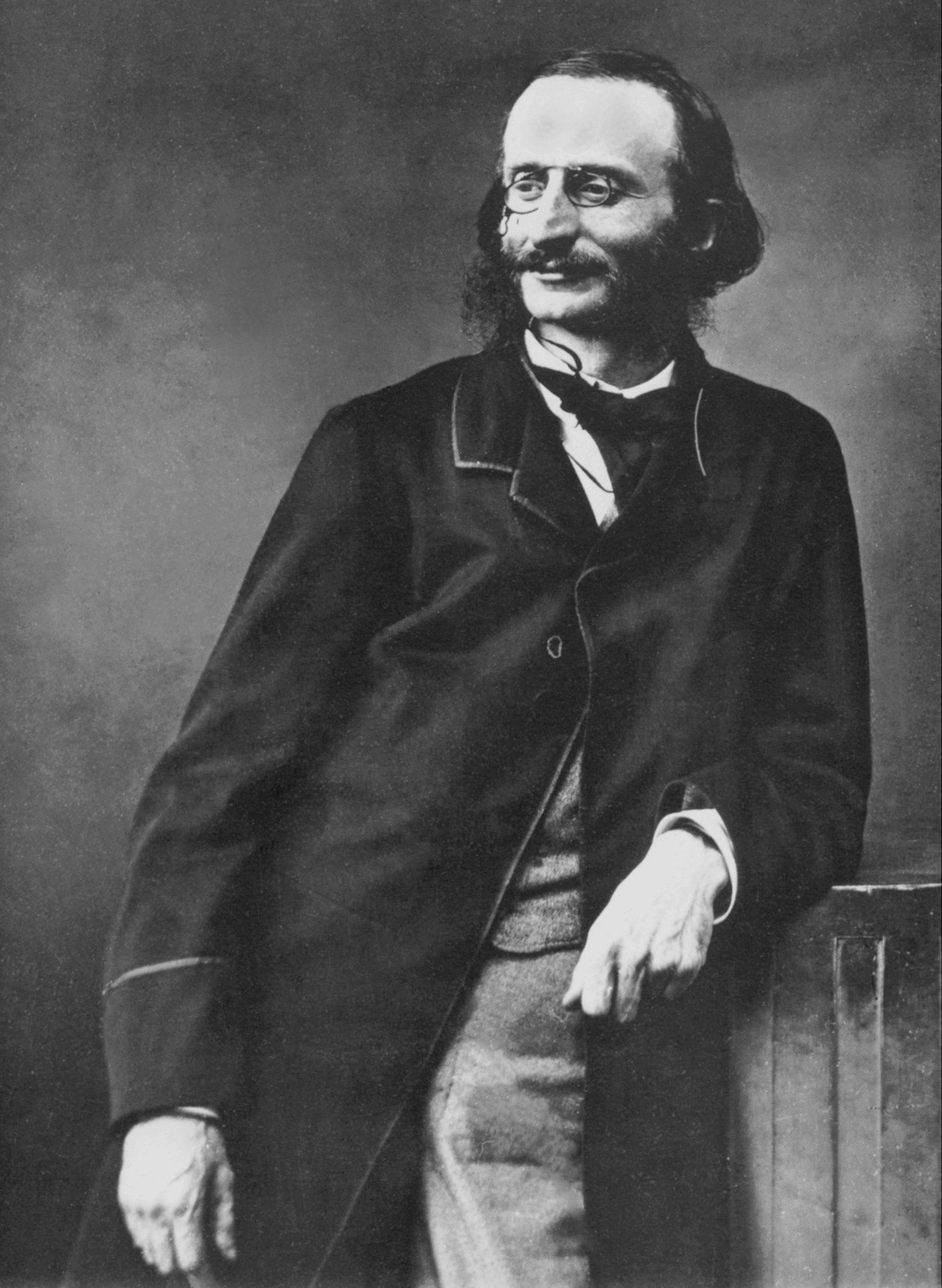
ژاک افنباخ

ژاک-ژاکوب اُفِنباخ (به آلمانی/ فرانسوی: Jacques-Jacob Offenbach) آهنگ‌ساز و نوازندهٔ ویولنسل اهل آلمان بود که شهروندیِ فرانسه را برای خود اختیار کرد. اُفِنباخ در ۲۰ ژوئن ۱۸۱۹ در کلن زاده شد و در ۵ اکتبر ۱۸۸۰ در پاریس از دنیا رفت.
او در ۱۲سالگی در کنسرواتوار پاریس مشغول یادگرفتن نواختنِ ویولنسل شد و در ۱۸۴۷ رئیس ارکستر کمدی فرانسه گردید. او از بنیان‌گذاران اپرای کوچک (Operette) و یکی از تأثیرگذارترین آهنگ‌سازانِ موسیقی مردم‌پسند سدهٔ نوزدهم است. با استقبال بسیار زیاد مردم از نمایش‌های اپرای اورفئوس در برزخ (۱۸۵۸) و هلنای زیبا (۱۸۶۴)، او در دهه‌های ۱۸۵۰ و ۱۸۶۰ محبوبیتِ زیادی در فرانسه یافت. در این آثار، طنز و هجو سیاسی و فرهنگی با سبک اپراهای بزرگ آمیخته شده بود. اپرای افسانه‌های هافمن از دیگر ساخته‌های معروف اوست.
اُفِنباخ به «موتسارتِ شانزه‌لیزه» معروف است.

## برخی از آثار
- بالهٔ پروانه
- اپرای ریش‌آبی
- اپرای شاه هویج
- اپرای زندگی پاریسی
- اپرای رابینسون کروزوئه
- کنسرتو بزرگ برای ویولنسل و ارکستر (کنسرتو نظامی)
- فهرست آثار افنباخ
- فهرست اپراهای کوچک افنباخ

## شنیدن آثار
- deezer
- youtube